# 斯洛維尼亞丘陵內聖安德拉日市鎮
斯洛文尼亞丘陵內圣安德拉日市镇，是斯洛維尼亞东北部的一個市镇，行政中心为維托馬爾齊。面積为17.6平方公里，2002年人口数量为1,209人。